# Константин Байкушев
Константин Милошев Байкушев (10 февруари 1867 – 14 август 1932) е български лесовъд. Пионер на горското дело в България.
Завършил лесовъдство в Германия (1889), той създава службата по укрепване и залесяване. Пръв открива и описва през 1897 г. вековната черна мура в местността Бъндерица в Пирин, наречена на негово име Байкушева мура.
Ръководител е на българското горско дело и деен участник в горското законодателство. Като началник на горското отделение при Министерството на земеделието през 1907 г. Байкушев посещава и допринася за изграждането на Градския парк в Разград.

## Творчество
- 1892: „Лесовъдство“
- 1894: „Нашите гори“
- 1895: „Т.Пазарджишки окръг в горско отношение“
- 1896: „Пак по нашите гори“
- 1909: „Нашето горско дело, лова и риболовството“